# Lasioglossum clivicola
Lasioglossum clivicola är en biart som först beskrevs av Cockerell 1937.  Lasioglossum clivicola ingår i släktet smalbin, och familjen vägbin. Inga underarter finns listade i Catalogue of Life.